# 波克罗夫斯凯 (伊久姆区)
49°31′52″N 36°42′43″E / 49.53111°N 36.71194°E

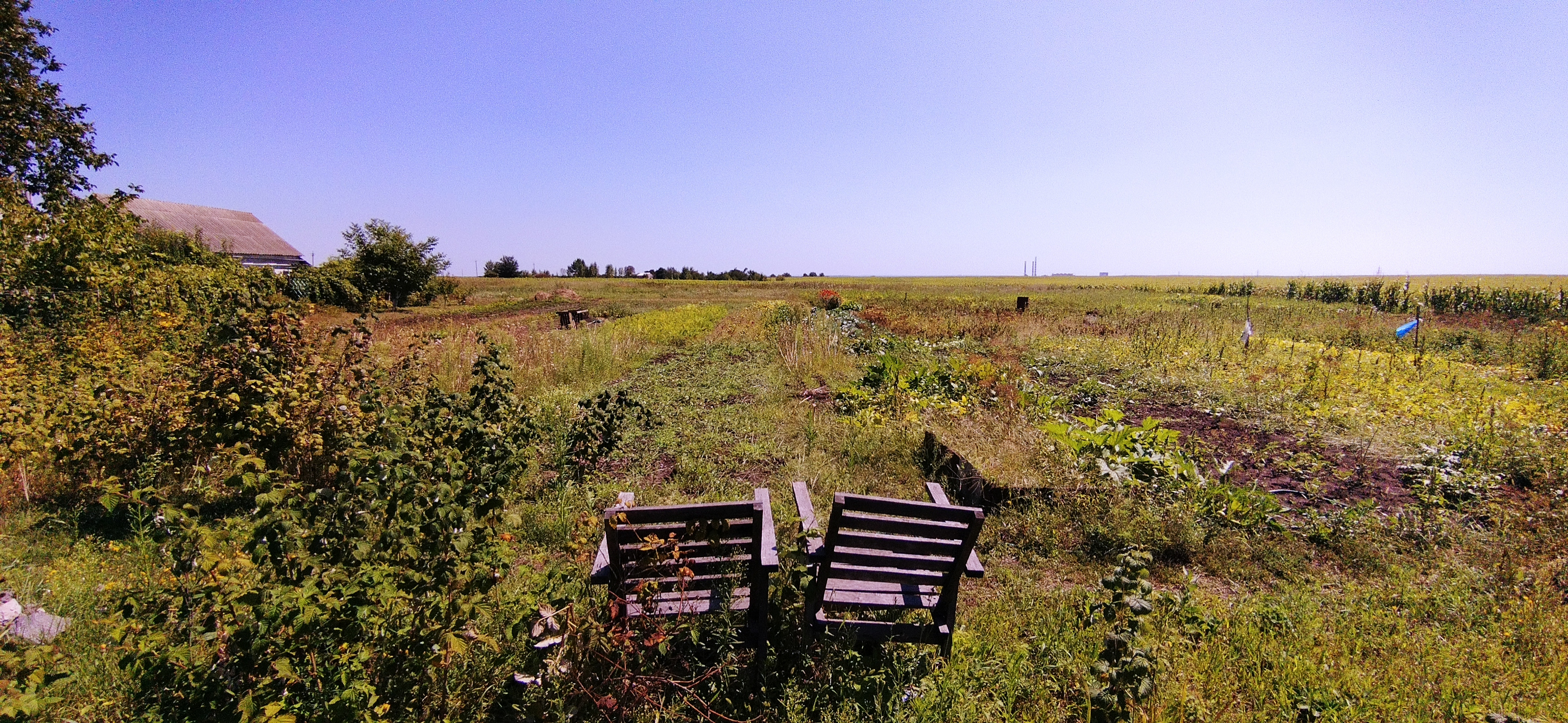
从波克羅夫斯凱镇的外围眺望普里希布村

波克羅夫斯凱（羅馬化：Pokrovske）是位於烏克蘭東部哈爾科夫州伊久姆區頓涅茨市鎮的鎮。該鄉距離普里希布和亞維爾斯凱1.5公里，始建於1920年，面積1.01平方公里，海拔高度175米，2001年人口843。